# Hydrillodes pertruncata
Hydrillodes pertruncata är en fjärilsart som beskrevs av Louis Beethoven Prout 1928. Hydrillodes pertruncata ingår i släktet Hydrillodes och familjen nattflyn. Inga underarter finns listade i Catalogue of Life.